# Berta Cabral

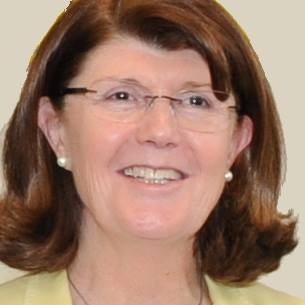
Berta Cabral

Berta Maria Correia de Almeida de Melo Cabral (* 1952, São José) ist eine sozialdemokratische Politikerin der Azoren (Portugal).

## Familie
Berta Cabral ist die Tochter von Jacinto Joaquim Almeida und von Maria da Conceição Correia de Almeida. Sie ist mit dem Ökonomen Leonel de Melo Cabral verheiratet. Zusammen haben sie zwei Kinder: Tiago und Mafalda.

## Ausbildung und Beruf
Cabral hat 1975 einen Abschluss in Finanzwissenschaften/Wirtschaftswissenschaften an der Lisbon School of Economics and Management an der Technischen Universität Lissabon erhalten.
In den 1980er Jahren war sie einige Zeit Regionaldirektorin für Finanzen, Transport und Kommunikation, bevor sie in der Regierung unter Mota Amaral Regionalsekretärin für Finanzen und öffentliche Verwaltung wurde (bis 1991). Weitere öffentliche Aufgaben in der Verwaltung nahm sie auf den Azoren bei der Eléctrica Açoriana (EDA, 1991 – 1994), der Fluglinie SATA Air Açores (1994 – 1996) und der gesetzgebenden Versammlung der Azoren (pt.: Assembleia Legislativa dos Açores) ein. 2001 wurde sie zur ersten Bürgermeisterin der Stadt Ponta Delgada gewählt.  2008 wurde sie als erste Frau mit 98,5 % der Stimmen zur Vorsitzenden der Sozialdemokratischen Partei der Azoren gewählt (bis 2012). 2012 wurde sie im Kabinett von Pedro Passos Coelho in das Verteidigungsministerium berufen. Seit 30. Oktober 2015 ist sie Abgeordnete des portugiesischen Parlaments (Assembleia da República).